# 圣叙尔皮斯勒盖雷图瓦
圣叙尔皮斯-勒盖雷图瓦（法語：Saint-Sulpice-le-Guérétois，法語發音：[sɛ̃ sylpis lə ɡeʁetwa]）是法国克勒兹省的一个市镇，位于该省西北部，属于盖雷区，也是大盖雷城市公共社区的一部分。

## 地理
圣叙尔皮斯-勒盖雷图瓦（46°12'2"N, 1°49'43"E）面积36.18 平方千米，位于法国新阿基坦大区克勒兹省，该省份为法国中部省份，位于法國中央高原西北部，北起安德尔省和谢尔省，西接维埃纳省，南至科雷兹省，东临多姆山省，东北与阿列省接壤。
与圣叙尔皮斯-勒盖雷图瓦接壤的市镇（或旧市镇、城区）包括：昂泽姆、拉布里奥讷、比西耶尔迪努瓦斯、盖雷、圣菲耶勒、圣莱热勒盖雷图瓦、圣沃里。
圣叙尔皮斯-勒盖雷图瓦的时区为UTC+01:00、UTC+02:00（夏令时）。

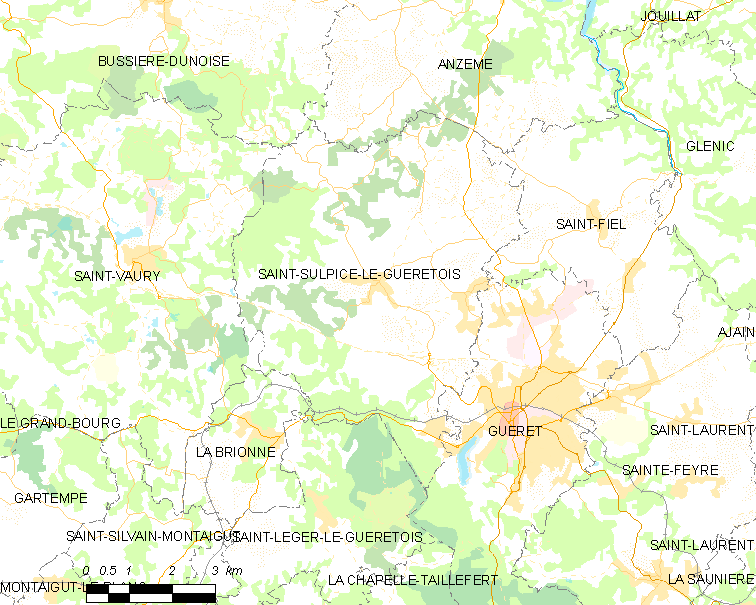
圣叙尔皮斯-勒盖雷图瓦的OSM定位图

## 行政
圣叙尔皮斯-勒盖雷图瓦的邮政编码为23000，INSEE市镇编码为23245。

## 政治
圣叙尔皮斯-勒盖雷图瓦所属的省级选区为圣沃里县。

## 人口
圣叙尔皮斯-勒盖雷图瓦于2022年1月1日时的人口数量为1901人。

1962-2008年间圣叙尔皮斯-勒盖雷图瓦人口变化图示